# Johann Dietrich Bodenstädt
Johann Dietrich Bodenstädt, auch Bodenstab oder Bodenstadt oder Bodenstätt genannt (geboren vor 1714; gestorben nach 1720), war ein deutscher Porträtmaler.

## Leben und Werk
Bodenstädt wurde im 17. Jahrhundert in Hannover oder Hamburg geboren. Später ging er über Finnland ins lettische Mitau, wo er sich verheiratete und am 4. Oktober 1714 seinen Sohn Georg Gottfried Bodenstädt taufen ließ. Anlässlich der Kindstaufe wurde er als „Conterfeyer aus Hannover“ bezeichnet.
Nach 1720 wurde er in Riga tätig wo er im selben Jahr als Angehöriger der Malerzunft unter dem Namen Johann Diedrich Bodenstaff 1720 ein Bildnis des russischen Zaren Peter dem Großen malte, das später in der Rigaischen Ratsstube aufgehängt werden sollte.